# Lygodactylus expectatus
Lygodactylus expectatus este o specie de șopârle din genul Lygodactylus, familia Gekkonidae, descrisă de Georges Pasteur și Blanc 1967. A fost clasificată de IUCN ca specie cu risc scăzut. Conform Catalogue of Life specia Lygodactylus expectatus nu are subspecii cunoscute.